# If I Had a Hammer
"If I Had a Hammer" é uma canção de música folclórica estadunidense composta por Pete Seeger e Lee Hays em 1949. Foi gravada por diversos artistas como Peter, Paul and Mary, Trini Lopez e até mesmo por Leonard Nimoy. Tornou-se, na década de 1960, um símbolo na luta do movimento pelos direitos civis dos afro-americanos. 